# プレイボーイチャンネル
プレイボーイチャンネル（PLAYBOY Channel）は、番組供給事業者のPM Entertainment株式会社が運営するアダルト放送チャンネル。世界50か国で展開されるPLAYBOY TVの日本版として開局。
2018年7月1日より、株式会社プレイボーイ・チャンネル・ジャパン（東北新社の連結子会社）からPM Entertainment株式会社に事業譲渡され、新たな番組供給事業者となった。2018年以降の放送事業者は株式会社スカパー・エンターテイメント。

## 概要
スカパー!プレミアムサービスCh.943にてハイビジョン放送している他、一部のケーブルテレビ放送やブロードバンド放送でも視聴が可能である。チャンネル名の通り、成人向け雑誌「プレイボーイ」との関係が深く、本誌のグラビアモデル（プレイメイトと呼ばれる）出演のイメージビデオやアダルトビデオ、また国内で製作されているアダルトビデオなどを放送するプログラムが組まれている。無論、同じ名称である集英社「週刊プレイボーイ」との直接的な関係はない。
シンボルマークは「プレイボーイ」同様ウサギで、バニーヘッドやラビットヘッドの名称で呼ばれている。